# سیارک ۷۴۶۰
سیارک ۷۴۶۰ (به انگلیسی: 7460 Julienicoles، نامگذاری:1984JN) هفت هزار و چهارصد و شصتمین سیارک کشف شده‌است که در ۹ مه ۱۹۸۴ کشف شد.